# 居內特·恰克尔
喬歷·查基亞（土耳其語：Cüneyt Çakır，1976年11月23日—），土耳其足球裁判，同時也從事保險工作。查基亞執法森嚴，尤其重視運動精神，以給牌不手軟聞名，不少大牌球星都曾在他哨音下，黯然出場，包括謝拉特、泰利、蘭尼等。

## 生平
查基亞出生於伊斯坦堡，另一個工作是保險公司的經理，由於他的父親是足球裁判，他也決定克紹箕裘，2001年起為土耳其超級聯賽執法。2006年，成為國際足協的國際裁判，得以為國際賽事裁決。之後，他在2010年取得為歐冠的執法資格。在這一年，他為兩場歐冠分組賽執法。翌年，他被委任為U20世界盃的球證，並為三場分組賽、一場八強賽和一場半決賽執法。2012年4月，他為巴薩對車路士的歐冠半決賽次回合執法，並把車路士後衛特里逐出。在3個月後舉行的歐洲國家盃，他為一場分組賽和葡萄牙對西班牙的半決賽裁決。在這場半決賽，他共發出了9面的黃牌。同年12月，他還成為世界冠軍球會決賽的球證。
2013年3月，查基亞為曼徹斯特聯隊對皇家馬德里的歐冠16強賽次回合執法。在下半場，他向曼聯中場纳尼發出紅牌，因而引來爭議。令當時的曼聯教頭亞歷克斯·佛格森勃然大怒，賽後甚至拒絕出席記者招待會。
雖然如此，他在2014年1月仍被國際足協選為2014年世界盃的球證之一。欧足联在2015年5月18日的一次新闻发布会上宣布查基亞将作为2015年欧洲冠军联赛决赛的裁判。
2018年5月，查基亞在歐冠4強皇马对拜仁慕尼黑時執法水準，備受抨擊，拜仁边后卫約書亞·基米希传中时，球击中皇马边后卫马塞洛·维埃拉的手部。不过当值的第一判官查基亞，并没有判罚球，令拜仁錯過領先機會。最终兩隊以二比二握手言和，皇马進入决赛。這引來不少拜仁球員不滿，謝洛美·保定在社交網站上載電視畫面，寫道：「No penalty?!? Come on」對球證沒有判罰十二碼感到不解。阿圖羅·比達爾甚至粗言大罵一再誤判，還以「罪犯」來形容查基亞。馬塞洛賽後接受訪問時，親口承認自己犯了手球︰「沒錯，那是手球，球打中了我的手，我認為那應該判12碼。若我說沒有碰到球，我只是說謊。」
查基亞精通歌藝，低沈渾厚的嗓音頗受歡迎，查基亞在2016年年底「土耳其好聲音」（O Ses Türkiye）年終特別節目中，獻唱土耳其經典金曲「照片中的淚珠」（Resimdeki Gözyaşları），獲得滿堂采 。

## 資料來源
1. 1 2  .   [2018-07-11]. （原始内容存档于2018-07-12）.
2. ↑  . UEFA.com. 20 June 2012  [5 March 2013]. （原始内容存档于2012-08-08）.
3. ↑  "歐聯曼聯被皇馬淘汰蘭尼紅牌惹爭議" （页面存档备份，存于） 881903.com 2013 3 8
4. ↑  .   [2015-06-05]. （原始内容存档于2019-04-10）.
5. ↑  .   [2018-05-26]. （原始内容存档于2021-11-29）.
6. ↑  .   [2018-05-26]. （原始内容存档于2018-05-28）.
7. ↑  .   [2018-05-26]. （原始内容存档于2018-05-27）.
8. ↑  Cüneyt Çakır 'Resimdeki Gözyaşları' O Ses Türkiye Yıl Başı Özel 31 Aralık 2016